# Medaglia Justus Möser

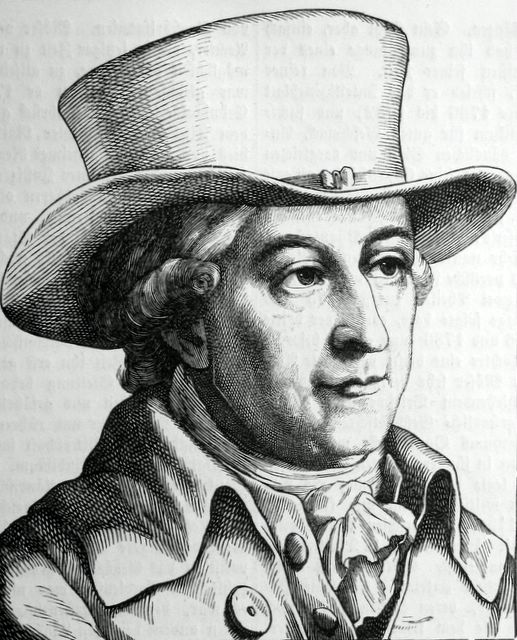
Justus Möser

La Medaglia Justus Möser è la più alta onorificenza conferita dalla città di Osnabrück. Prende nome dall'avvocato, statista, scrittore e storico Justus Möser, nato in tale città. Fu assegnata per la prima volta in occasione del 150° anniversario della sua morte, nel 1944, e viene solitamente consegnata durante l'Handgiftentag, una festa locale che ricorre il primo giorno lavorativo dopo Capodanno, nella storica Sala della Pace del municipio cittadino.

## Ambito e finalità
La medaglia onora personalità che hanno reso servizi eccellenti al bene pubblico, in particolare alla città di Osnabrück e alla regione. Vengono premiate persone nate a Osnabrück o i cui meriti sono legati alla vita culturale della città. Sono presi in considerazione i risultati creativi nei campi dell'arte, della letteratura e della scienza; inoltre, tali meriti devono aver impattato nella vita culturale della regione di Osnabrück.

## Storia
Il 10 gennaio 1944 il giornale Neue Volksblätter, precedentemente chiamato Osnabrücker Volkszeitung, riportava:
I primi statuti del premio furono formulati solo nel 1954 e diedero al Comitato Culturale del Consiglio l'opportunità di onorare non solo poeti e scienziati, ma anche esponenti delle arti visive. Poiché tutti gli archivi del periodo di fondazione andarono distrutti, fu necessario elaborare nuovi criteri, ponendo particolare attenzione nell'escludere i meriti politici e sociali, dato che l'Ordine al Merito della Bassa Sassonia era già disponibile a questo scopo.

## Vincitori
Di seguito si riporta l'elenco dei vincitori della Medaglia Justus Möser:
- 1944: Ludwig Bäte (1892-1977), scrittore, poeta, storico della cultura;
- 1944: Ludwig Schirmeyer (1876-1960), professore di ginnasio a Osnabrück e storico locale;
- 1944: Karl Brandi (1868-1946), storico;
- 1944: Franz Hecker (1870-1944), pittore e artista grafico;
- 1945: Karl Koch, responsabile della flora del distretto amministrativo di Osnabrück e delle zone limitrofe;
- 1945: Hermann Rothert (1875-1962), consigliere ministeriale, storico;
- 1945: Christian Dolfen (1877-1961), archivista della cattedrale, autore delle opere sul Codex Gisle e sulla Coppa imperiale di Osnabrück, restauratore della cattedrale di Osnabrück;
- 1955: Karl Kennepohl (1895-1958), numismatico, insegnante presso il ginnasio Carolinum di Osnabrück;
- 1955: Friedrich Vordemberge-Gildewart (1899-1962), artista grafico, pittore, scultore, scrittore;
- 1955: Wilhelm Fredemann (1897-1984), poeta locale della regione di Osnabrück in alto e basso tedesco;
- 1956: Theodor Heuss (1884-1963), Presidente della Repubblica Federale di Germania;
- 1958: Mathias Wieman (1902-1969), attore;
- 1961: Günther Wrede (1900-1977), archivista e storico di Stato;
- 1962: Friedrich Vordemberge (1897-1981), pittore e professore d'arte;
- 1964: Erich Maria Remarque (1898-1970), scrittore;
- 1966: Karl Kühling (1899-1985), caporedattore del quotidiano Neue Tagespost di Osnabrück;
- 1968: Hans Bohnenkamp (1893-1977), membro del NSDAP e poi della SPD, pedagogista tedesco, docente universitario e direttore universitario;
- 1969: Josef Schwetje, attività professionale, politica e letteraria;
- 1979: Terre des hommes Deutschland e. V., organizzazione di aiuto all'infanzia;
- 1983: Franz Schmedt (1932-2022), caporedattore del quotidiano Neue Osnabrücker Zeitung;
- 1983: Fritz Wolf (1918-2001), vignettista;
- 1984: Elisabeth Siegel (1901-2002), docente di educazione e pedagogia sociale;
- 1984: Roswitha Poppe (1911-2003), editrice;
- 1984: Hermann Poppe-Marquard (1908-1993), per i successi in campo culturale;
- 1985: Wilhelm Karmann (1871-1952), fondatore di un'azienda;
- 1986: Walter Haas (1920-1996), politico locale;
- 1987: Heinrich Koch, per i servizi resi alla storia urbana;
- 1990: Theodor Penners, per i servizi resi alla storia della città;
- 1991: Manfred Horstmann (1928-1992), presidente dell'università;
- 1994: Gisela Wagner, per l'impegno nell'analisi dell'opera e della vita di Justus Möser;
- 1995: Hans Georg Calmeyer (1903-1972), avvocato, Giusto tra le Nazioni, premio conferito postumo;
- 1996: Hubert Schlenke (1932-2014), impegno per la creazione e la messa in sicurezza della Collezione Felix Nussbaum per la città di Osnabrück;
- 1998: Ursula Flick (1924-2006), sindaco della città di Osnabrück;
- 2003: Johann-Tönjes Cassens (1932-2022), ex ministro della Scienza e della Cultura della Bassa Sassonia;
- 2005: Klaus J. Bade (* 1944), storico, direttore e fondatore dell'Istituto per la ricerca sulle migrazioni e gli studi interculturali dell'Università di Osnabrück;
- 2006: Peter Koch (1925-2012), insegnante e compositore, fondatore della Orchestra giovanile della Bassa Sassonia e dell'Orchestra Giovanile Nazionale;
- 2009: Franz-Josef Bode (* 1951), vescovo della Diocesi di Osnabrück;
- 2012: Erhard Mielenhausen (* 1942), per meriti vari tra cui lo straordinario impegno per l'espansione e l'ulteriore sviluppo dell'Università di Scienze Applicate di Osnabrück;
- 2014: Gisela Bohnenkamp, Fondazione Friedel & Gisela Bohnenkamp (sostegno a iniziative educative innovative e sostenibili);
- 2016: Hans-Wolf Sievert, per il suo "straordinario impegno nello scambio scientifico e interculturale e nel rafforzamento del rapporto con la città cinese di Hefei, città dell'amicizia";
- 2018: Hélène Cixous (* 1937), scrittrice francese, per i suoi successi letterari e in particolare per il suo libro Osnabrück;
- 2019: Franz-Josef Hillebrandt, per il suo impegno in molte istituzioni di Osnabrück, in particolare per l'impegno e l'impulso alla creazione e allo sviluppo della fondazione culturale di Osnabrück;
- 2023: Ülgür Gökhan (* 1950), sindaco della città gemellata con Osnabrück, Çanakkale, per il suo impegno a favore della pace, della diversità di opinioni e della comprensione di diverse strutture politiche, culturali ed etniche. La cerimonia di premiazione era già prevista per il 2021, ma ha dovuto essere rinviata a causa della pandemia COVID-19.[3]